# Robert Holdstock
Robert Holdstock (Hythe, 2 agosto 1948 – Londra, 29 novembre 2009) è stato uno scrittore inglese. Autore tra gli altri della pluripremiata Saga dei Mitago.
Noto romanziere di genere fantasy celtico, nordico, gotico e pittico; la sua prima opera venne pubblicata nel 1968. I suoi lavori esplorano temi filosofici, psicologici, antropologici e spirituali, legati soprattutto al tema del bosco come entità senziente. Ricevette tre premi BSFA e vinse il World Fantasy Award nella categoria miglior romanzo del 1985.

## Biografia
Robert Holdstock, il maggiore di cinque fratelli, nacque ad Hythe (Kent), piccola cittadina della contea del Kent. Suo padre, Robert Frank Holdstock, era un poliziotto e la madre, Kathleen Madeline Holdstock, un'infermiera. All'età di sette anni Robert iniziò a frequentare la scuola di grammatica di Gillingam a Medway. In età adolescenziale lavorò come marinaio su una barca di banane, muratore e minatore di ardesia.
Tra il 1967 e il 1970 insegna alla cattedra di zoologia presso l'univestità di Bangor, nel Galles del nord, dopo essersi laureato in scienze. Continua poi la propria educazione ottenendo un Master universitario in scienze in zoologia medica alla scuola londinese di Igiene e Medicina Tropicale nel 1971. Fino al 1974 conduce delle ricerche per il Medical Research Council di Londra, periodo nel quale inizia a scrivere. Durante il 1976 diventa scrittore di professione trasferendosi nella zona nord di Londra, dove resterà per il resto della vita
È morto il 29 novembre 2009 all'età di 61 anni, nell'ospedale dove era stato ricoverato undici giorni prima per un'infezione di Escherichia coli.
A tre anni dalla morte la British Fantasy Society istituisce il Premio Robert Holdstock ((EN)  The Robert Holdstock Award) per celebrare le migliori novelle inglesi di genere fantasy

## Opere
La prima pubblicazione di Robert Holdstock fu Pauper's Plot, apparsa nella rivista di fantascienza inglese New Worlds nel 1968. Il primo romanzo, pubblicato quasi dieci anni dopo nel 1976, fu Eye Among the Blind.
Tra la fine degli anni settanta e gli ottanta scrisse parecchi romanzi fantasy e una serie di storie brevi, la cui maggior parte vennero pubblicate sotto pseudonimi. Sono quindi da attribuire a lui le opere che riportano come autore Robert Faulcon, Chris Carlsen, Richard Kirk, Robert Black, Ken Blake, e Steven Eisler.
Nel 1980 scrisse Tour of the Universe assieme a Malcom Edwards. I diritti d'autore vennero venduti per una simulazione dello space shuttle alla CN Tower, chiamata, appunto, anche Tour of the Universe.
Si dilettò nella trasposizione in romanzi di altre opere non letterarie. The Dark Wheel, la cui trama è incentrata sul vendutissimo videogioco per computer Elite degli anni ottanta; The Emerald Forest, basato sull'omonimo film di John Boorman; alcuni episodi del telefilm Bulman.
Nel 1984 pubblicò il romanzo La foresta dei Mitago, riconosciuto come essere l'opera fantasy più importante di Holdstock, e come capitolo iniziale della pluripremiata Saga dei Mitago I libri della serie iniziarono con una novella (Mitago Wood) del 1981 per poi concludersi con il sequel in ordine di trama, Avilion pubblicato nel 2009.
Tra il 2001 e il 2007 scrisse anche un'altra serie fantasy, una trilogia dal titolo The Merlin Codex, composta dai romanzi Celtika, The Iron Grail e The Broken Kings.

## Premi e riconoscimenti
Robert Holdstock vinse parecchi riconoscimenti, sia in prima persona che per le sue opere.
Di seguito una lista parziale dei riconoscimenti assegnatigli.
- La novella Mythago Wood vinse il premio BSFA come Miglior Storia Breve del 1981 e il World Fantasy Award come Miglior Novella nel 1982.
- Il romanzo La foresta dei Mitago vinse il premio BSFA come Miglior Romanzo del 1984 e il World Fantasy Award come Miglior Romanzo nel 1985.
- Lavondyss vinse il premio BSFA come Miglior Romanzo del 1988.
- The Bone Forest venne nominato al World Fantasy Award nella categoria Miglior Raccolta del 1992.
- The Ragthorn, scritto assieme a Garry Kilworth, vinse il World Fantasy Award come Miglior Novella nel 1992 venne nominato ai BSFA come miglior romanzo del 1994.
- The Fetch vinse il premio HOMer nella categoria romanzi horror del 1992.
- The Iron Grail vinse il premio Czech Academy of Science Fiction Fantasy and Horror come Miglior Romanzo del 2002.
- La Forêt des Mythagos, ovvero l'intera Saga dei Mitago in lingua francese, vinse il Grand Prix de l'Imaginaire nella categoria Prix spécial del 2003.
- Scarrowfell, Valley of Statues and Other Stories e le relative traduzioni in lingua francese, vinsero il premio Prix d'Imaginales nella categoria New Fantasy del 2004.
- Celtika vinse il premio Grand Prix de l'Imaginaire nella categoria romanzi stranieri del 2004.

## Opere

### Narrativa
Storie Brevi
- Pauper's Plot, 1969
- Microcosm, 1972
- Ash, Ash, 1974[11]
- The Graveyard Cross, 1976
- Magic Man, 1976
- On the Inside, 1976
- The Time Beyond Age, 1976
- Travellers, 1976
- A Small Event, 1977
- The Touch of a Vanished Hand, 1977
- In the Valley of the Statues, 1979
- Earth And Stone, 1980
- Mythago Wood, 1981 (novella)
- Where Time Winds Blow, 1981

- The Phantom of the Valley, 1981
- Manchanged, 1981
- Walking on the Shores of Time, 1981
- Elite: The Dark Wheel, 1984
- The Boy who Jumped Rapids, 1984
- Thorn, 1986
- Scarrowfell, 1987
- The Shapechanger, 1989
- Time of the Tree, 1989
- The Bone Forest, 1991
- The Ragthorn, 1991[12]
- The Silvering, 1992
- Infantasm, 1995

Trasposizione di opere cinematografiche o televisive
- Legend of the Werewolf, 1976[13]
- The Satanists, 1977[13]
- The Emerald Forest, 1985

Serie Berserker
(sotto lo pseudonimo Chris Carlsen)
- Shadow of the Wolf, 1977
- The Bull Chief, 1979
- The Horned Warrior, 1979

Serie Francoise Jeury
- Necromancer, 1978
- The Fetch, 1991[14]

Serie Raven
(sotto lo pseudonimo Richard Kirk)
- Swordsmistress of Chaos, 1978 (Volume 1)[15]
- A Time of Ghosts, 1978 (Volume 2)
- Lords of the Shadows, 1979 (Volume 4)

(I volumi 3 e 5 non vennero scritti da Holdstock)
Serie The Professionals
(sotto lo pseudonimo Ken Blake)
- Cry Wolf, 1981
- Operation Susie, 1982
- The Untouchables, 1982
- You'll be All Right, 1982

(Gli altri libri della serie anche se sotto lo pseudonimo "Ken Blake" vennero scritti da Ken Bulmer)
Serie Night Hunter
(sotto lo pseudonimo Robert Faulcon)
- The Stalking, 1983
- The Talisman, 1983
- The Ghost Dance, 1984
- The Shrine, 1984
- The Hexing, 1984
- The Labyrinth, 1988

Saga dei Mitago
- La foresta dei Mitago, 1984
- Lavondyss, 1988[16]
- The Bone Forest, 1991[17]
- The Hollowing, 1993
- Merlin's Wood, 1994[18]
- Gate of Ivory, Gate of Horn, 1997
- Avilion 2009

Serie Merlin Codex
- Celtika, 2001
- The Iron Grail, 2002
- The Broken Kings, 2007

Altri romanzi
- Eye Among the Blind, 1976 (Un Occhio Nel Paese Dei Ciechi)
- Earthwind, 1977
- Where Time Winds Blow, 1982
- In the Valley of the Statues, 1982[19]
- Ancient Echoes, 1996

### Saggistica
- Alien Landscapes, 1979[20]
- Tour of the Universe: The Journey of a Lifetime, 1980[20]
- Magician: The Lost Journals of the Magus Geoffrey Carlyle, 1982[20]
- Realms of Fantasy, 1983[20]
- Lost Realms, 1985[20]

Lavori su Anthologie
- Stars of Albion, 1979[21]

Serie Other Edens
- Other Edens, 1987[22]
- Other Edens II, 1988[22]
- Other Edens III, 1989[22]